# برونو بتراركا
برونو بتراركا (بالإيطالية: Bruno Petrarca)‏ (مواليد 25 ديسمبر 1906) هو ملاكم إيطالي، مثّل بلاده في الألعاب الأولمبية الصيفية 1924.

## روابط خارجية
برونو بتراركا على موقع بوكس ريك (الإنجليزية) (registration required)
- برونو بتراركا على موقع اللجنة الأولمبية الدولية (الإنجليزية)
- برونو بتراركا على موقع أوليمبيديا (الإنجليزية)